# Lebjaschje (Kurgan)
Lebjaschje (russisch Лебя́жье) ist eine Siedlung städtischen Typs in der Oblast Kurgan in Russland mit 6452 Einwohnern (Stand 14. Oktober 2010).

## Geographie
Der Ort liegt etwa 75 km Luftlinie ostsüdöstlich des Oblastverwaltungszentrums Kurgan im südwestlichen Teil des Westsibirischen Tieflands.
Lebjaschje ist Verwaltungszentrum des Rajons Lebjaschjewski. Die Siedlung ist Sitz der Stadtgemeinde (gorodskoje posselenije) Lebjaschjewski possowet, zu der außerdem das Dorf Werchneglubokoje (gut 2 km nördlich) sowie die Siedlungen Koopswerpromchosa (1 km südlich) und Krawzewo (12 km westlich) gehören.

## Geschichte
Das Dorf Lebjaschjewskoje entstand 1848 etwa 6 km nordwestlich der heutigen Siedlung am Lebjaschje-See (von russisch lebed für Schwan), heute trägt es den Namen Lebjaschje Perwoje (Lebjaschje 1-je). In den 1890er-Jahren wurde die Transsibirische Eisenbahn vorbeigeführt, und am 24. August 1894 eine Bahnstation eröffnet. Die Siedlung bei der Station wurde zunächst Lebjaschje Wtoroje (Lebjaschje 2-je), also „Zweites Lebjaschje“ genannt. 1922 wurde es Verwaltungssitz einer Wolost, am 9. März 1924 eines nach ihm benannten Rajons. Seit 10. Januar 1945 besitzt der Ort unter der heutigen Namensform den Status einer Siedlung städtischen Typs.

### Bevölkerungsentwicklung
| Jahr | Einwohner |
| ---- | --------- |
| 1939 | 7078      |
| 1959 | 8784      |
| 1970 | 9062      |
| 1979 | 9077      |
| 1989 | 8039      |
| 2002 | 6891      |
| 2010 | 6383      |

Anmerkung: Volkszählungsdaten

## Verkehr
In Lebjaschje befindet sich die Station Lebjaschja-Sibirskaja an der ursprünglichen Strecke und heutigen Südroute der Transsibirischen Eisenbahn Samara – Tscheljabinsk – Omsk (Streckenkilometer 2443 ab Moskau), die durchgängig 1896 eröffnet wurde und auf diesem Abschnitt seit 1956 elektrifiziert ist. In der Siedlung beginnt die Regionalstraße 37K-0010 in das nördlich benachbarte Rajonzentrum Mokroussowo und weiter in die benachbarte Oblast Tjumen. Gut 15 km nördlich von Lebjaschje kreuzt sie die föderale Fernstraße R254 Irtysch (ehemals M51) von Tscheljabinsk über Omsk nach Nowosibirsk.